# Турсифал
Турсифа́л (порт. Turcifal)  —  район (фрегезия) в Португалии,  входит в округ Лиссабон. Является составной частью муниципалитета Торриш-Ведраш. По старому административному делению входил в провинцию Эштремадура. Входит в экономико-статистический  субрегион Оэште, который входит в Центральный регион. Население составляет 3008 человек на 2001 год. Занимает площадь 24,51 км².